# Hamrafjället
Hamrafjället este o arie protejată (arie specială de conservare — SAC, sit de importanță comunitară — SCI) din Suedia întinsă pe o suprafață de 672,9 ha, integral pe uscat.

## Localizare
Centrul sitului Hamrafjället este situat la coordonatele 62°34′02″N 12°17′13″E / 62.567085°N 12.28692°E.

## Înființare
Situl Hamrafjället a fost declarat sit de importanță comunitară în ianuarie 1997 pentru a proteja 3 specii de animale. Situl a fost protejat și ca arie specială de conservare în decembrie 2009.

## Biodiversitate
Situată în ecoregiunea alpină, aria protejată conține 8 habitate naturale: Pajiști alpine și subalpine calcaroase, Pajiști alpine și boreale, Tufărișuri subarctice cu Salix spp., Râuri de munte și vegetația erbacee de pe malurile acestora, Fânețe montane, Păduri nordice subalpine/subarctice cu Betula pubescens ssp. czerepanovii, Grohotișuri calcaroase și de șisturi calcaroase de la nivelul montan până la nivelul alpin (Thlaspietea rotundifolii), Liziere de ierburi înalte hidrofile de câmpie și de nivel montan până la alpin.
La baza desemnării sitului se află mai multe specii protejate de  mamifere (3): vulpe polară (Alopex lagopus), gluton (Gulo gulo), râs eurasiatic (Lynx lynx).